# Morandibron
Morandibron, eller Polceveraviadukten, var en motorvägsbro i Genua i Italien. En cirka 200 meter lång sektion av bron rasade den 14 augusti 2018 med 43 dödsoffer som följd. Resterna av bron revs den 28 juni 2019.

## Konstruktion
Bron hade namn efter konstruktören, italienaren Riccardo Morandi och byggdes 1963-1967. Den hade en mycket ovanlig bärkonstruktion, som endast använts vid tre andra tillfällen, av vilka två kan beskrivas som broar.
Moranidbron har omtalats som en snedstagsbro med tre 90 meter höga pyloner i armerad betong. Den skilde sig från konventionella snedstagsbroar bland annat på följande punkter:
- Konstruktionsmaterialet i snedstags- eller snedkabelbroar är vanligtvis stål, medan Morandi byggde broar i spännarmerad betong.
- På en konventionell snedstagsbro är ett större antal stag fästa vid jämnt fördelade punkter utmed brobanans sidor. Morandis broar hade endast 4 stag per bärande portstruktur (pylon) – ett i vardera riktningen och på vardera sidan.
- På konventionella snedstagsbroar ligger bärkablarna fritt, överdragna med en rostskyddande hinna, på Morandibron var de inkapslade i betong.[2]
- En avgörande skillnad mot vanliga snedstagsbroar beskrivs i en teknisk artikel om brotypen[1] och har också nämnts i kommentarerna efter olyckan:[2] Snedstagen på Morendibron bar endast upp delar av brobanan. Sektionerna närmast brotornen hade byggts som konsolbrospann med stöd underifrån. Pylonerna med snedstagsfästena och stöden för konsolbrodelarna var centrerade i samma punkter i marken men var oberoende av varandra. [1]

Bron låg på den avgiftsbelagda delen av motorvägen A10, eller Autostrada del Fiori, mellan Genua och Ventimiglia vid gränsen mellan Italien och Frankrike. Den avgiftsbelagda vägen sköts av Autostrade per l'Italia SpA.

## Bildgalleri

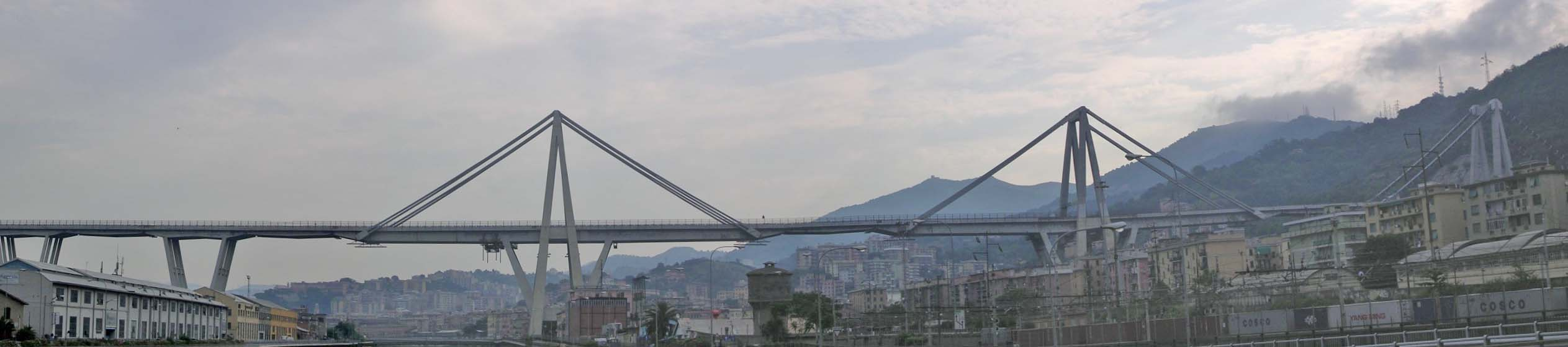
Moranibron sedd från Corniglianobron
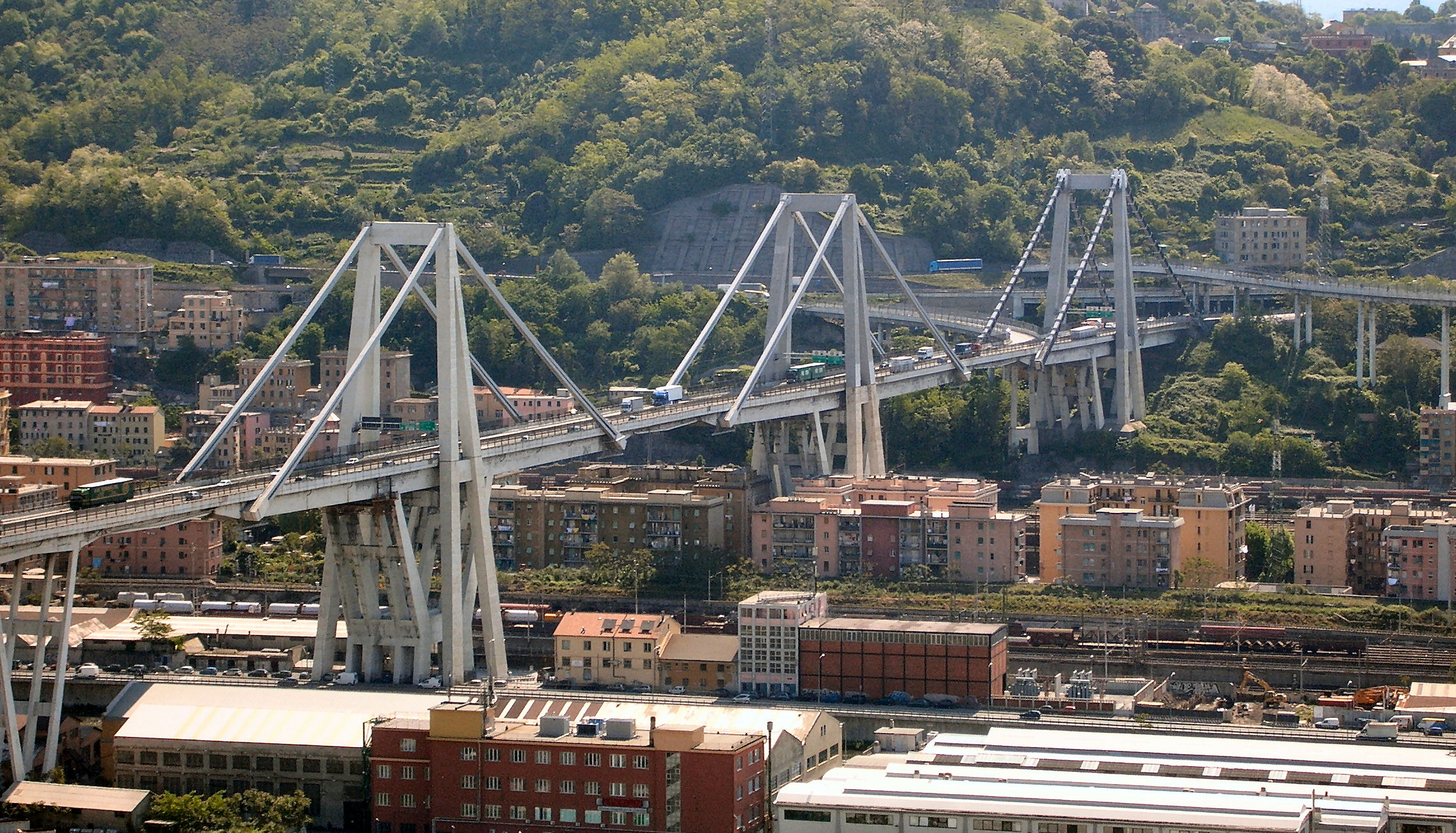
Maranibron sedd från Coronatakullen
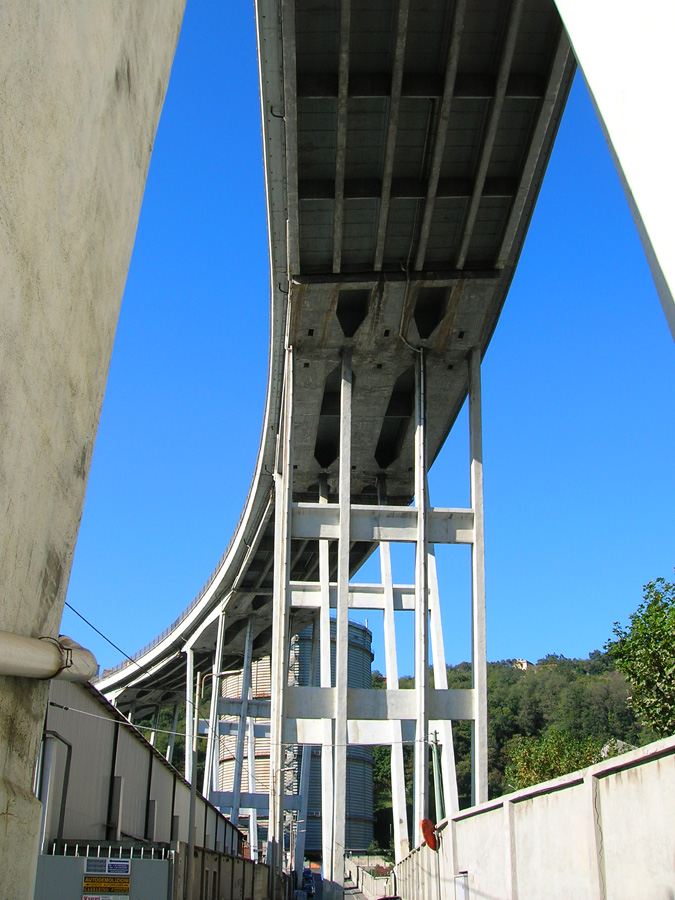
Moranibron underifrån
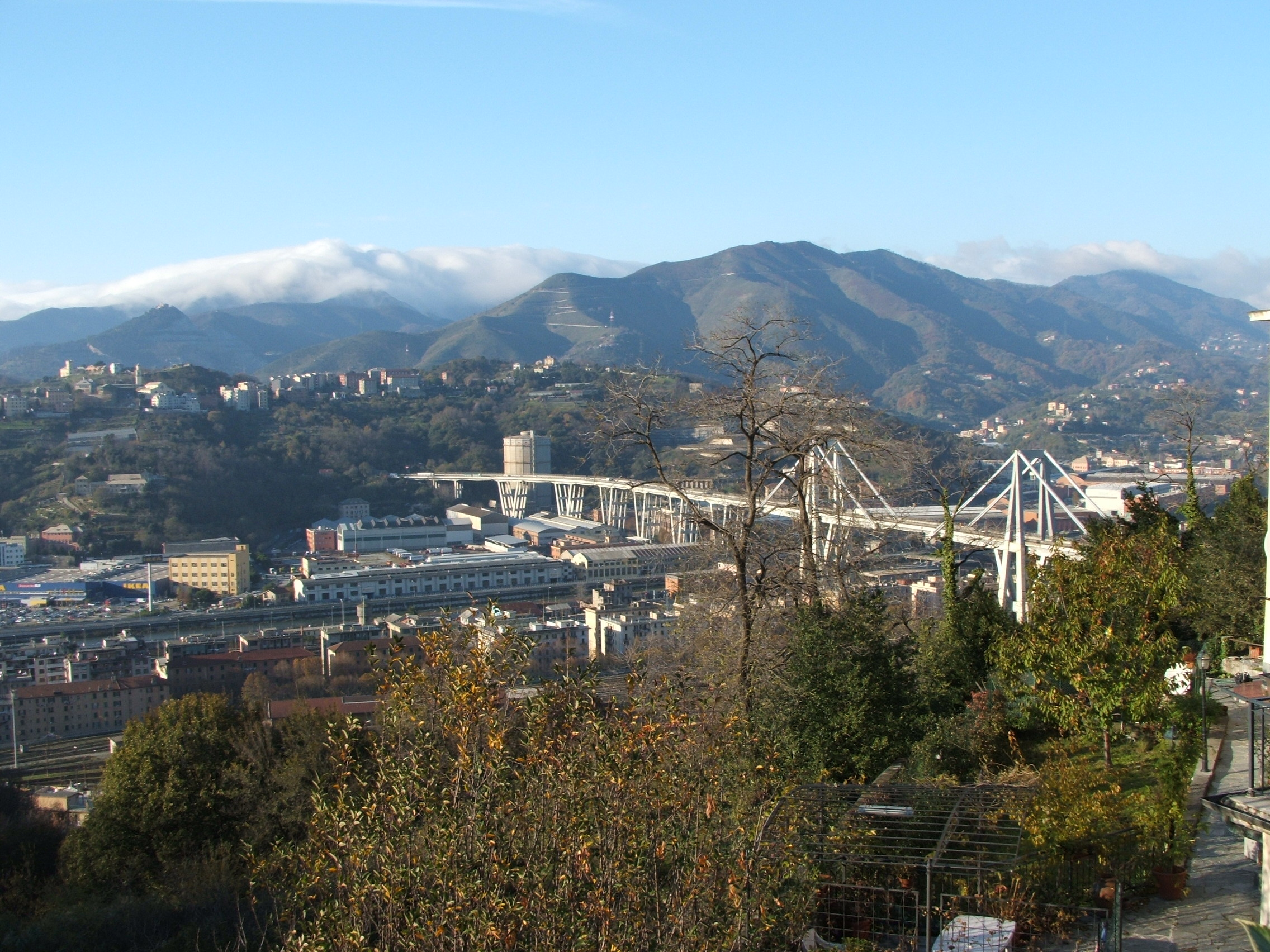
Polceveradalen

## Kollaps
Den 14 augusti 2018 omkring klockan 11:36 under ett åskväder med skyfall rasade den västligaste av brons tre 90 meter höga pyloner med omgivande cirka 210 meter av brobanan. Enligt ögonvittnen träffades bron av ett blixtnedslag innan den rasade. Brosektionen föll ned på industriområdet Sampierdarena och floden Polcevera. Den tog med sig 35–40 fordon i fallet.
Antalet omkomna uppgick den 19 augusti till 43. I denna siffra är samtliga som tidigare var saknade medräknade. 

## Ny bro
En ny bro, kallad ”Genoa San Giorgio”-bron, öppnades den 3 augusti 2020.
Bron har ritats av Renzo Piano.

## Bildgalleri, broraset

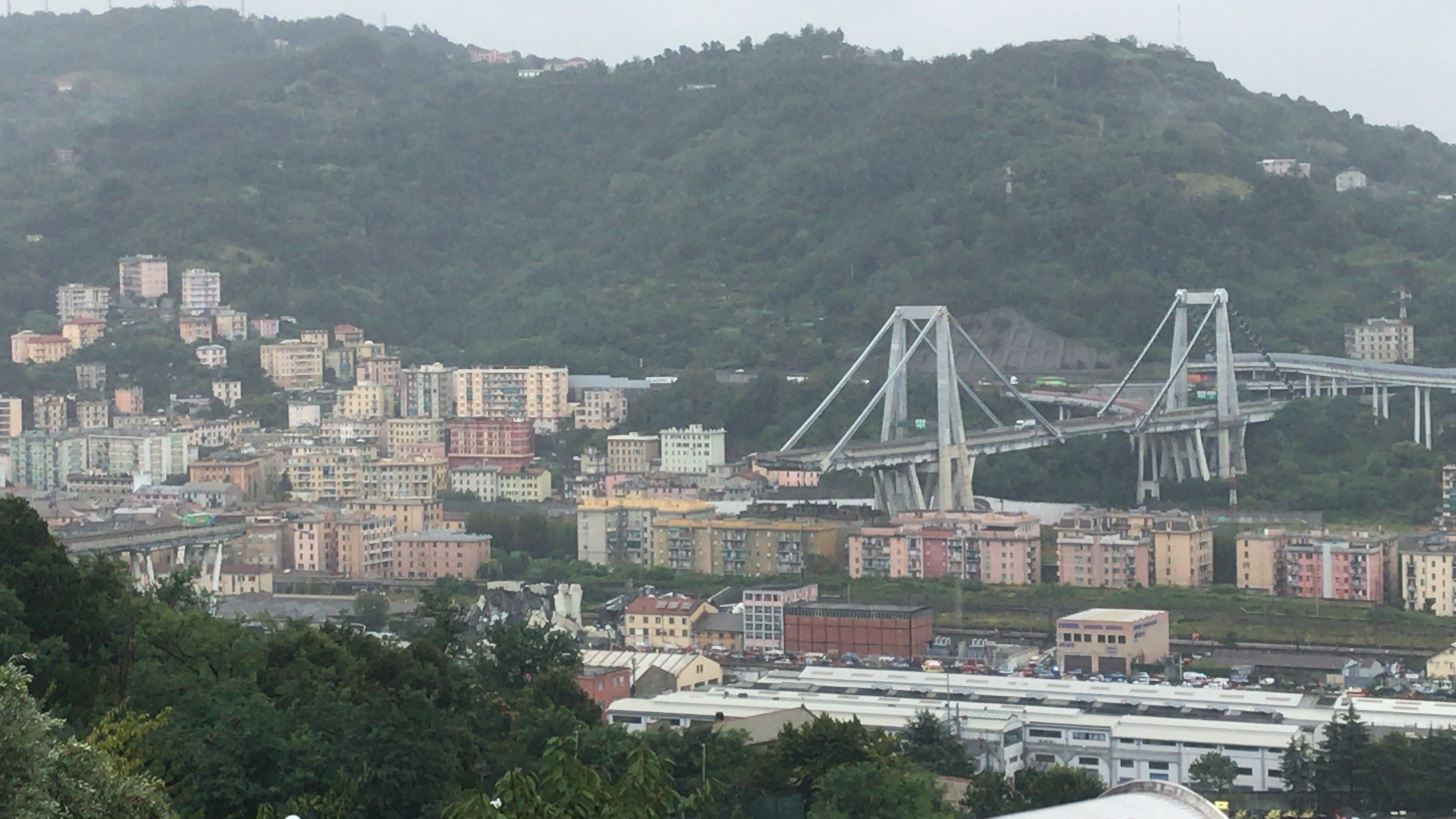
Morandibron efter kollapsen den 14 augusti 2018
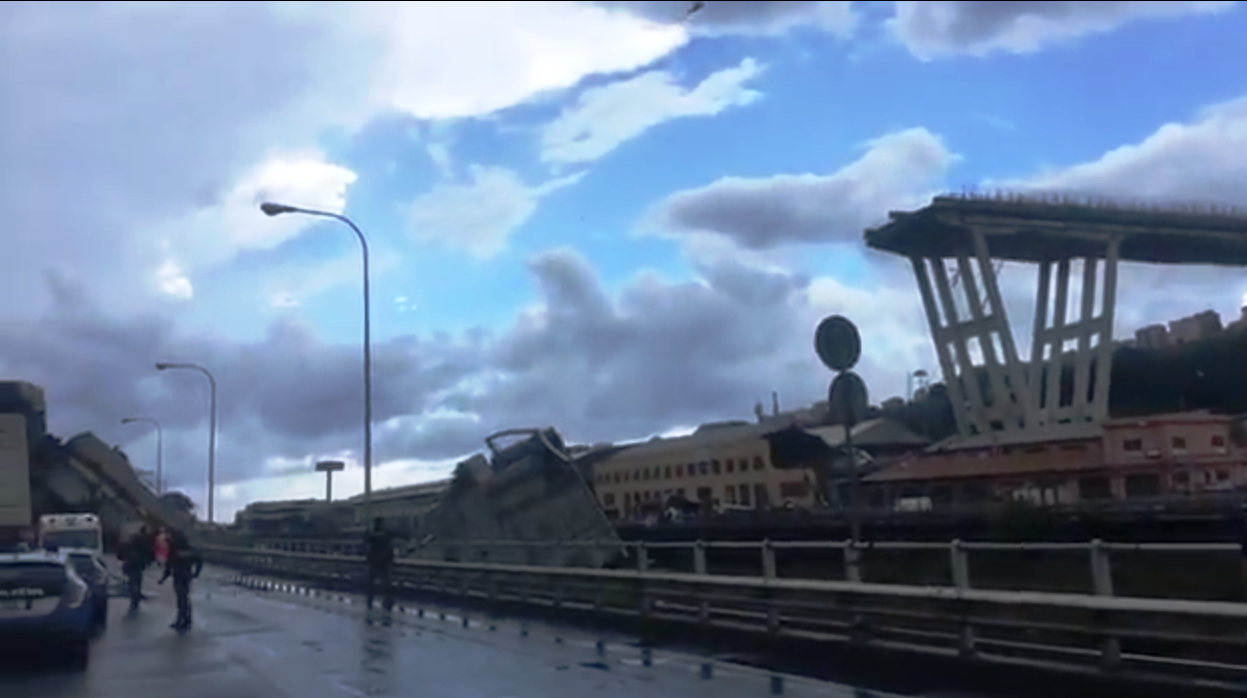
video den 14 augusti 2018